# São João do Carú
São João do Carú is een gemeente in de Braziliaanse deelstaat Maranhão. De gemeente telt 12.511 inwoners (schatting 2009).
De gemeente grenst aan Zé Doca.